# 林让治
林让治（日語：林 譲治/はやし じょうじ，1889年3月24日—1960年4月5日），日本的政治家，曾担任吉田茂时期的众议院议长、副首相、厚生大臣、内阁官房长官。